# Сергеево-Крынка
Сергеево-Крынка (укр. Сергієве-Кринка) — посёлок в Амвросиевском районе Донецкой области Украины. Находится под контролем самопровозглашенной Донецкой Народной Республики.

## География
Посёлок расположен на левобережье реки под названием Крынка.

#### Соседние населённые пункты по странам света
С: —
СЗ: Нижнекрынское, Белояровка (выше по течению Крынки)
СВ: Житенко
З: —
В: —
ЮЗ: Лисичье, Квашино, Харьковское
ЮВ: Калиновое, Успенка (ниже по течению Крынки)
Ю: —

## Население
Население по переписи 2001 года составляло 13 человек.

## Общая информация
Почтовый индекс — 87343. Телефонный код — 6259. Код КОАТУУ — 1420681504.

## Местный совет
87343, Донецкая область, Амвросиевский район, с. Белояровка, ул. Мичурина, 39-5-99